# Diario Uno (Chile)
Diario Uno, también conocido por su acrónimo D1, fue un periódico chileno de publicación semanal, dirigido por el economista Marcel Claude. Este buscaba posicionarse como un "medio absolutamente independiente apartado de toda atadura partidista, religiosa o de grupo económico", y su primera edición fue la del día domingo 28 de marzo de 2010.
Debido a problemas de financiamiento, Diario Uno publicó su última edición impresa el domingo 31 de octubre de 2010, manteniendo activo su sitio web hasta el 21 de diciembre de 2010, fecha en que se dejó de cargar material nuevo en el sitio.

## Secciones
- Opinión
- Editorial/Cartas al director
- Pulso País, sección nacional.
- Economía política, sección de economía.
- Temas de la semana, reportajes de actualidad.
- Mundo en Uno, sección internacional.
- Proyecciones
- Espacios públicos, sección de cultura y deporte.
- Fiscalía ciudadana